# Joab Gutiérrez
Joab Alexander Gutiérrez Zeledón (ur. 31 marca 2006) – nikaraguański piłkarz występujący na pozycji pomocnika, od 2023 roku zawodnik Realu Estelí.